# Beatsteaks (Album)
Beatsteaks ist das selbstbetitelte siebte Studioalbum der Beatsteaks. Es erschien am 1. August 2014.

## Vorgeschichte
Nachdem sich Drummer Thomas Götz im August 2012 bei einem Treppensturz einen Schädelbruch zuzog, war lange Zeit unklar, ob die Band wie bisher weiterspielen könnte. Dadurch, dass sich Götz aber bald wieder erholte, bedeutete der Unfall nicht das abrupte Ende für die Beatsteaks, veränderte jedoch laut Sänger Arnim die Selbstwahrnehmung der Band. „Uns wurde schlagartig klar, wie endlich alles ist und welches Glück wir haben. […] Dementsprechend unverkrampft machen wir heute weiter. Ich finde, man hört diese Freiheit deutlich in den Songs“, sagte er in einem Interview mit Thomas Clausen. Da die Aufnahmen für das Album lediglich zehn Tage dauerten, wollten die Beatsteaks für die Namensgebung des Albums auch nicht mehr Zeit aufwenden und benannten es schlicht nach sich selbst.

## Singles
Die erste Singleauskopplung des Albums ist Gentleman of the Year. Ein Video zum Song wurde am 26. Juni 2014 auf YouTube veröffentlicht.
Darauf folgten Make A Wish, welche am 26. September 2014 mit 4 extra Tracks als 7-Inch-Vinylsingle erschien und Everything Went Black, wozu die Pfadfinderei ein Video gestaltete, welches am 14. November 2014 auf YouTube veröffentlicht wurde.

## Titelliste
| Nr.          | Titel                                                      | Länge |
| ------------ | ---------------------------------------------------------- | ----- |
| 1.           | A Real Paradise                                            | 2:09  |
| 2.           | DNA                                                        | 2:05  |
| 3.           | Be Smart and Breathe                                       | 2:48  |
| 4.           | Make a Wish                                                | 3:43  |
| 5.           | Everything Went Black (Backing Vocal: Walter Schreifels)   | 3:03  |
| 6.           | Up on the Roof                                             | 2:50  |
| 7.           | Pass the Message                                           | 3:43  |
| 8.           | Gentleman of the Year (Backing Vocal: Nicola Rost (Laing)) | 4:08  |
| 9.           | Wicked Witch                                               | 2:30  |
| 10.          | Creep Magnet                                               | 2:52  |
| 11.          | I Never Was                                                | 2:45  |
| Gesamtlänge: | Gesamtlänge:                                               | 32:40 |